# Szerencsés tévedés (Donizetti)
A Szerencsés tévedés (olaszul Il fortunato inganno) Gaetano Donizetti kétfelvonásos operája (opera buffa). Librettóját Andrea Leone Tottola írta egy beazonosítatlan mű alapján. Ősbemutatójára 1823. szeptember 3-án került sor a nápolyi Teatro Nuovóban. Magyarországon még nem játszották.

## Szereplők
| Szereplő                                                                  | Hangfekvés   | Az ősbemutató szereposztása |
| ------------------------------------------------------------------------- | ------------ | --------------------------- |
| Lattanzio Lattrughelli, egy vándorszínház első énekese                    | basszus      | Carlo Casaccia              |
| Aurelia, a felesége                                                       | szoprán      | Teresina Stolz              |
| Fulgenzia del Folletto, második színésznő                                 | szoprán      | Francesca Checcherini       |
| Eugenia, Lattanzio tanítványa, Aurelia unokahúga                          | szoprán      | ???                         |
| Fiordelisa, színésznő                                                     | mezzoszoprán | Clementina Grossi           |
| Ortensio Franceschetti tábornok                                           | basszus      | Giuseppe Fioravanti         |
| Edoardo, az unokaöccse                                                    | tenor        | Marco Venier                |
| Signor Bequadro, maestro di cappella (karmester) Lattrughelli színházában | basszus      | Carlo Moncada               |
| Vulcano, a színitársulat költője                                          | tenor        | Raffaele Casaccia           |
| Biscaglino, a társulat basszusa                                           | basszus      | Giuseppe Papi               |
| Ascanio,                                                                  | basszus      | Raffaele Sarti              |
| A színitársulat kórusa.                                                   |              |                             |

## Cselekménye
Lattanzio Latrughelli egy vándor énekes- és színésztársulatot igazgat feleségével, Aureliával közösen. Lattanzio tanítványa és egyben egyik kedvenc énekese a fiatal Eugenia, Aurelia unokahúga. Aurelia többször is becsapja Franceschetti tábornokat, hogy az változtassa meg véleményét a színházi alkalmazottakról és úgy általában a színházi munkáról és egyezzen bele Edoardo (a tábornok unokaöccse) és Eugenia esküvőjébe. Aureliának az akciója végül sikerrel jár, és sikerül meggyőznie a tábornokot grófnőnek adva ki magát.